# جين ماريا أتكينسون
جين ماريا أتكينسون (بالإنجليزية: Jane Maria Atkinson)‏ هي نسوية ‏ نيوزيلندية، ولدت في 15 سبتمبر 1824، وتوفيت في 29 سبتمبر 1914.